# Ilias Kafetzis
Ilias G. Kafetzis (griechisch Ηλίας Γ. Καφετζής) war ein griechischer Leichtathlet.
Kafetzis nahm an den Olympischen Sommerspielen 1896 in Athen teil. Er war einer der 17 Starter des olympischen Marathons. Den Wettbewerb schaffte er nicht zu beenden und war somit einer von sieben Läufern, die nicht das Ziel erreichten.